# بروكستوي (دائرة انتخابية في المملكة المتحدة)
بروكستوي  (بالإنجليزية: Broxtowe)‏ هي إحدى الدوائر الانتخابية في المملكة المتحدة الممثلة في مجلس العموم في برلمان المملكة المتحدة.
عضو البرلمان الذي يمثلها حالياً هو :Dr Nick Palmer (Lab).